# ギーセン郡
ギーセン郡 (ドイツ語: Landkreis Gießen) は、ドイツ連邦共和国ヘッセン州ギーセン行政管区に属す郡である。

## 地理

### 位置
ギーセン郡の中心部分は、ギーセン盆地から、南はヴェッテラウの北部にかけて広がっている。しかし面積からみた大部分、東半分はフォルダー・フォーゲルスベルクにあたり、東部全体がフォーゲルスベルク山地に属す。さらにギーセン盆地の北西は、郡域の広い場所から望むことができるデュンスベルク（山）を含むクロフドルフ＝ケーニヒスベルクの森という形でグラーデンバッハ・ベルクラント（丘陵地または山地）の一部をなしている。郡の南西部はヒンタータウヌスの東部にまで及ぶ。
ラーン川は北部のオーデンハウゼン付近で郡域に入り、ギーセンを南に向かって流れる。同市内で流れを西に変え、わずか数 km で本郡を再び離れて流れ去る。

### 隣接する郡
本郡は、北から時計回りに以下の郡と境を接する: マールブルク＝ビーデンコプフ郡、フォーゲルスベルク郡、ヴェッテラウ郡、ラーン＝ディル郡。

## 歴史
現在の郡域は、1800年以前は数多くの領邦に分割されていた。その中では、ヘッセン＝ダルムシュタット方伯とゾルムス伯が大きな部分を占めていた。小さな一部にはナッサウ公に属した部分もあった。1806年の陪臣化によって、ゾルムス伯領は新たに創設されたヘッセン大公領になった。ナッサウの所領は、1815年のウィーン会議によってプロイセンのヴェッツラー郡に編入された。1821年にオーバーヘッセン州内にギーセン県が設けられた。この県は、1832年から「ギーセン郡」という名称で呼ばれるようになったが、歴史とともにその領域は何度も変更された。普墺戦争後の1866年以降、ラーン川より西の地域はほぼ完全にプロイセン領となった。
1939年にギーセン市が郡から分離され、郡独立市となった。1977年1月1日に郡独立市のギーセン市、ヴェッツラー市と、周辺の14町村が、大都市ラーン市として合併した。郡独立市の地位は保持された。同時にギーセン郡、ディル郡（郡庁所在地はディレンブルク）、ヴェッツラー郡が合併して新たにラーン＝ディル郡が成立した。この新しい郡の郡行政は、新たに創設された郡独立市ラーン市に置かれた。しかし、住民側からの激しい抵抗のために、この地域再編策は、一部撤回された。1979年8月1日にこの撤回策が発効し、ラーン市は再び廃止され、ギーセン郡が再度新たに設けられた。ギーセンは、ギーセン郡内のゾンダーシュタートゥスシュタット（直訳すると「特別な状態にある市」、郡独立市に準ずる権利を有した郡所属市）となった。ラーン＝ディル郡は縮小され、やはり再び新たに設けられたヴェッツラー市も郡所属市となった。これ以後、ギーセン郡には18市町村が含まれている。
2009年に郡役場はギーセンの内市街（オストアンラーゲ 33 - 45番地）から郊外の市区に移転した。旧ヴァルト兵舎で後にアメリカ陸軍のリヴァース兵舎となったリッヒャー通り沿いの「オートマイル」の建物に、郡行政機能の大部分が入居している。

## 行政

### 郡議会
2021年3月14日の郡議会選挙結果を以下の表に示す。
| 政党                | 得票率 | 議席数 |
| ------------------- | ------ | ------ |
| CDU                 | 25.3   | 21     |
| Grüne               | 21.3   | 17     |
| SPD                 | 21.0   | 17     |
| Freie Wähler Hessen | 11.1   | 9      |
| AfD                 | 7.5    | 6      |
| FDP                 | 5.3    | 4      |
| Linke               | 5.0    | 4      |
| PARTEI              | 1.9    | 2      |
| Volt                | 1.6    | 1      |
| 計                  | 100.0  | 81     |
| 投票率 (%)          | 51.92  | 51.92  |

郡議会議長はクラウス・シュパンダウ (SPD) である。

### 郡長
2009年6月7日の直接選挙で、当時の専任副郡長ジークフリート・フリッケ (CDU) は、郡長候補としてアニータ・シュナイダー (SPD) と対戦した。第1回目の投票で、有効投票数 80,232票のうち、44,002票 (54.8 %) がシュナイダー、26,230票 (45.2 %) がフリッケであった。投票率は約 42 % であった。アニータ・シュナイダーは、2010年1月21日から郡長に就任した。2015年6月14日の郡長選挙でアニータ・シュナイダーは 62.1 % の票を獲得して再選された。この選挙の投票率は、30.4 % であった。
ギーセン郡が現在の体制となった1979年8月1日以降の郡長を列記する。
- 1979年8月1日 - 1986年1月20日　エルンスト・クリンゲルヘーファー (FWG)
- 1986年1月21日 - 1998年1月20日　リューディガー・ファイト (SPD)
- 1998年1月21日 - 2010年1月20日　ヴィリー・マルクス (SPD)
- 2010年1月21日 -　アニータ・シュナイダー (SPD)

### 紋章
図柄: 上下二分割。上部は銀地に赤い梁で構成された三角形。下部は青地にタウ十字。この紋章は1952年に許可されており、1980年1月14日に新生ギーセン郡での使用が改めて認可された。
梁の三角形はギーセン郡で典型的な木組み工法である。これは郡と市町村が地方行政の基礎造りに協力することを象徴してもいる。グリューンベルクに聖アントニウス病院兄弟団修道院があったが、その収入は 1607年に設立されたギーセン大学に寄贈された。このためギーセン郡はアントニウス十字を紋章に用いている。

### 協力・援助関係
ギーセン郡は1962年にベルム郡（現在のチェコ、シレジア地方モラヴィア・スレスコ州中部、オストラヴァの西にあった郡）から逐われたドイツ系ボヘミア人を受け容れた。

## 交通
郡内を、連邦アウトバーン A5号線（フランクフルト・アム・マイン - カッセル）、A480号線（ライスキルヒェン・ジャンクション - ヴェッツラー、一部未開通区間がある）、A485号線（ギーセン - ラングゲンス）が通っている。A45号線ハーナウ - ギーセン - ドルトムント線は郡域の南西部を横切っている。連邦道 B3号線（ギーセン - マールブルク）、B49号線、B429号線、B457号線をはじめ多くの連邦道や郡道が郡内を結んでいる。

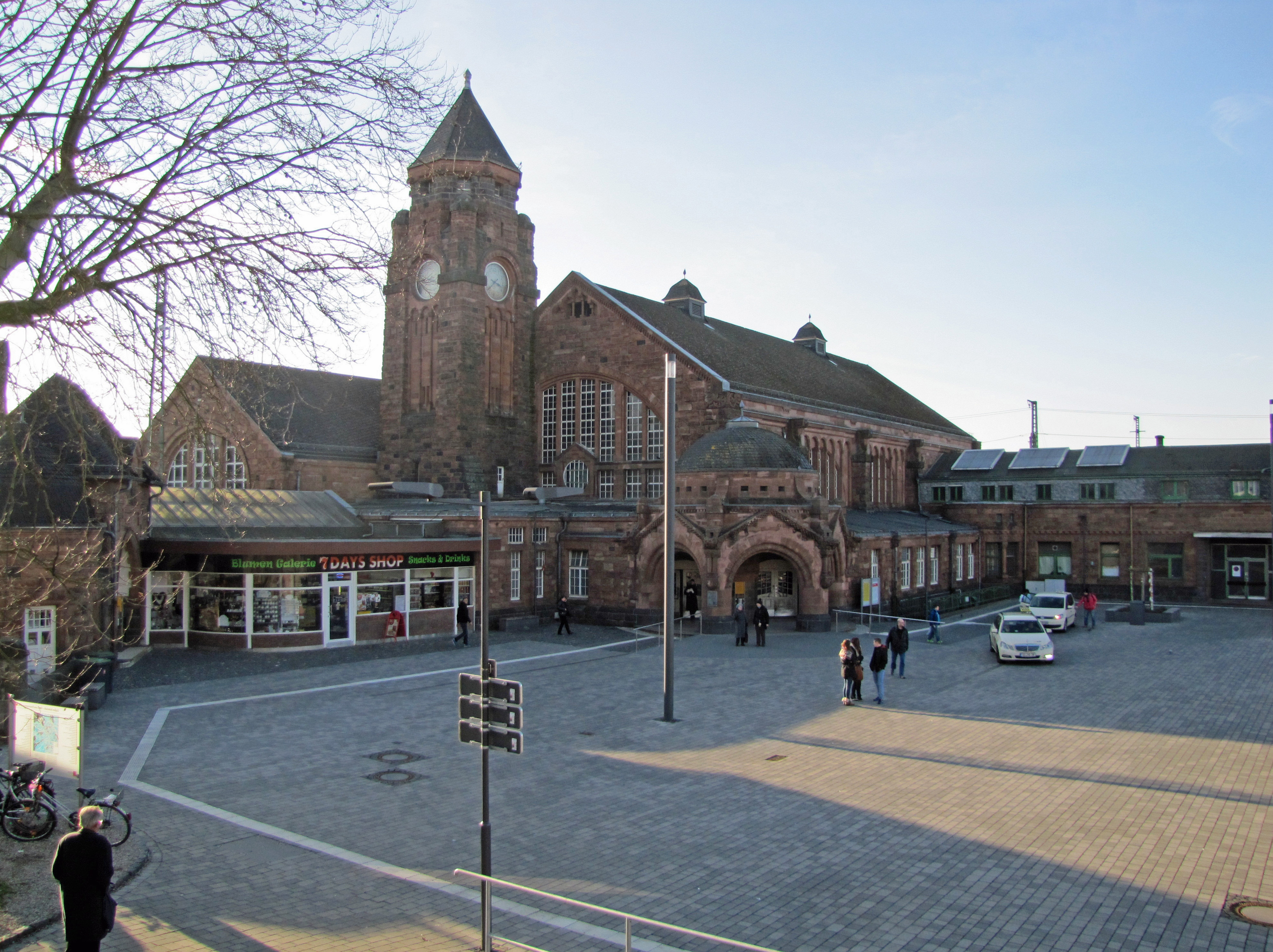
ギーセン駅

鉄道については、フランクフルトからカッセルに向かうマイン＝ヴェーザー鉄道が郡を南北に貫き結んでいる。ICの列車が 2時間毎にギーセンを発着する。さらに全部で4本の支線が分岐している。ギーセンから東に向かうフォーゲルスベルク鉄道は、ブーゼック、ライスキルヒェン、グリューンベルクを経由してフルダに向かう。ギーセンから南東に分岐するラーン＝キンツィヒ鉄道は、ポールハイム、リヒ、フンゲンを経てゲルンハウゼンに至る。北西に向かうレギオナルエクスプレスはヴェッツラー、ヘルボルン、ディレンブルクを通ってアーヘンへ行く。この鉄道とヴェッツラーまで共通の路線を使っているローカル線は、ヴァイルブルク、リムブルク・アン・デア・ラーンといったラーン川下流の谷を抜け、コブレンツ方面に続いている。これらの交通経営は様々な会社が行っているが、運行についてはライン＝マイン交通連盟に委託している。
これに対して、貨物鉄道の運行拠点は、ブーゼック（木材とガス）、ギーセン/オイローパフィールテル（石油製品）、ギーセン貨物駅（原木）およびルムダタール鉄道沿いのシュタウフェンベルク＝マインツラー（ばら荷）である。ロラー駅13番線の民間積み荷ホームは、遺ってはいるものの、使用されていない。

## 市町村
市
- アレンドルフ (ルムダ) (Allendorf (Lumda) 4,101)
- ギーセン (Gießen 94,996)
- グリューンベルク (Grünberg 13,940)
- フンゲン (Hungen 13,033)
- ラウバッハ (Laubach 9,775)
- リヒ (Lich 14,310)
- リンデン (Linden [首邑: ライゲシュテルン] 13,631)
- ロラー (Lollar 10,509)
- ポールハイム (Pohlheim [首邑: ヴァッツェンボルン＝シュタインベルク] 18,199)
- シュタウフェンベルク (Staufenberg 8,630)

町村
- ビーバータール (Biebertal [首邑: ロートハイム＝ビーバー] 10,074)
- ブーゼック (Buseck [首邑: グローセン＝ブーゼック] 13,358)
- フェルンヴァルト (Fernwald [首邑: シュタインバッハ] 7,217)
- ホイヒェルハイム・アン・デア・ラーン (Heuchelheim an der Lahn 8,108)
- ラングゲンス (Langgöns [首邑: ラング＝ゲンス] 11,817)
- ラーベナウ (Rabenau [首邑: ロンドルフ] 5,157)
- ライスキルヒェン (Reiskirchen 10,572)
- ヴェッテンベルク (Wettenberg [首邑: クロフドルフ＝グライベルク] 12,841)

（括弧内の数値は2023年12月31日現在の人口である。）

## 引用
1. 1 2  Hessisches Statistisches Landesamt: Bevölkerung in Hessen am 31.12.2023 (Landkreise, kreisfreie Städte und Gemeinden, Einwohnerzahlen auf Grundlage des Zensus 2011)]
2. 1 2  Statistisches Bundesamt (Hrsg.): Historisches Gemeindeverzeichnis für die Bundesrepublik Deutschland. Namens-, Grenz- u. Schlüsselnummernänderungen bei Gemeinden, Kreisen u. Reg.-Bez. vom 27.5.1970 bis 31.12.1982. Kohlhammer, Stuttgart/Mainz 1983, ISBN 3-17-003263-1, pp. 383, 387.
3. ↑  Landkreis-Adresse jetzt offiziell »Riversplatz 1- 9«. In: Gießener Allgemeine Zeitung, 2009年7月21日付け
4. ↑  “Kreiswahl - Landkreis Gießen - Kreiswahl am 13.03.2021”.   Hessisches Statistisches Landesamt. 2021年9月26日閲覧。
5. ↑  ヘッセン州統計局: 2009年6月7日のギーセン郡郡長選挙結果（2015年5月16日 閲覧）
6. ↑  Es bleibt dabei: Anita Schneider wird Landrätin. In: Gießener Allgemeine, 2009年6月12日付け
7. ↑  Wahlen in Hessen: Krein Gießen（2015年6月15日 閲覧）